# A kis sárkány kalandjai
A kis sárkány kalandjai (eredeti címén Dragon, der kleine dicke Drache) német televíziós gyurmafilmsorozat. A forgatókönyvet Steven Westren írta, Thomas Schneider rendezte. Magyarországon 2014. február 18-ától az M2 tűzte műsorra.

## Ismertető
A főhős, egy kék színű, kedves kis sárkány, aki szereti a csokis kekszet és a narancsos juice-t ketchuppal. Ez a kedves kis sárkány barátságos és segít másokon, csak egy kissé naiv. Az utóbbi említett tulajdonsága hozza legtöbbször nehéz helyzetbe, amelynek következtében a barátaival együtt számos sok kalandokba keveredik.

## Szereplők
- Kis sárkány – Kék színű, kedves, barátságos és segítőkész sárkány.
- Cica – Szürke színű kóbor cica, a kis sárkány befogadja, és cicának is nevezi el.

## Magyar hangok
- Gubányi György István – Narrátor/Kis sárkány
- Fellegi Lénárd – Strucc
- Dömök Edina - Egér
- Harcsik Róbert – Krokodil
- Élő Balázs – Hód

A szinkron az MTVA megbízásából a Protone Stúdióban készült.

## Epizódok

### 1. évad
1. A sárkány új barátja
2. A cica
3. A légy
4. A nyaralás
5. A kis sárkány hobbija
6. A nagytakarítás
7. Ábrándozás
8. A szörny
9. A levélgyűjtemény
10. A Hold
11. A furcsa zaj
12. A szuperhős
13. A páfrány
14. A hósárkány
15. A cicafürdetés
16. Boldog Karácsonyt!
17. A garázsvásár
18. Egy zavaros nap
19. Halloween
20. A piknik
21. A játékvonat
22. A meglepetésbuli
23. A tüsszögés
24. Egy különleges nap
25. Valentin-nap
26. Fogfájás

### 2. évad
1. A boltvezető-helyettes
2. A limonádé-árus
3. A pizsamaparti
4. A húsvéti nyúl
5. Az alma
6. A répa
7. A cica takarója
8. Az új tánc
9. A cica születésnapja
10. A viszketés
11. Az alkalmatlankodók
12. A kiskocsi
13. A nehéz döntés
14. A találmány
15. A hód segédje
16. A rosszkedvű krokodil
17. A fényképalbum
18. A bélyeggyűjtés
19. A koncert
20. A kalapács
21. A szánkó
22. A táborozás
23. A cica új mutatványa
24. Rejtélyes esetek
25. A tavasz
26. Ki miben a legjobb?

### 3. évad
1. A sárkány bereked
2. A sárkány illemet tanul
3. Sárkány doktor bácsi
4. A sárkány és a gumiabroncs
5. A sárkány csomagot kap
6. Az új játék
7. A kincsvadászat
8. Ki, mit hozott?
9. Egy esős nap
10. A titkos jótevő
11. A sárkány korcsolyázni tanul
12. Csokit vagy csínyt?
13. Bohóc a dobozban
14. A csiga
15. A strucc meglepetés partija
16. Az árnyékos kuckó
17. A Legjobb Barátok Klubja
18. A bolondos nap
19. A zenekar
20. A turista
21. Az üstökös
22. Az őszi mulatság
23. A szuperhős segéd
24. A palacsinta sütés
25. A karácsonyi ajándék
26. Felfordulás a házban